# Sibylle Matter
Sibylle Matter (Basilea, 2 de septiembre de 1973) es una deportista suiza que compitió en triatlón.
Ganó tres medallas en el Campeonato Europeo de Triatlón Campo a Través entre los años 2007 y 2009. Además, obtuvo dos medallas en el Campeonato Mundial de Xterra Triatlón, en los años 2005 y 2006, y tres medallas en el Campeonato Europeo de Xterra Triatlón entre los años 2007 y 2010.

## Palmarés internacional
| Campeonato Europeo | Campeonato Europeo     | Campeonato Europeo | Campeonato Europeo |
| Año                | Lugar                  | Medalla            | Prueba             |
| ------------------ | ---------------------- | ------------------ | ------------------ |
| 2007               | Ibiza (España)         | Medalla de plata   | Individual         |
| 2008               | Ameland (Países Bajos) | Medalla de plata   | Individual         |
| 2009               | Cerdeña (Italia)       | Medalla de plata   | Individual         |

| Campeonato Mundial | Campeonato Mundial    | Campeonato Mundial | Campeonato Mundial |
| Año                | Lugar                 | Medalla            | Prueba             |
| ------------------ | --------------------- | ------------------ | ------------------ |
| 2005               | Maui (Estados Unidos) | Medalla de plata   | Individual         |
| 2006               | Maui (Estados Unidos) | Medalla de bronce  | Individual         |
| Campeonato Europeo |                       |                    |                    |
| Año                | Lugar                 | Medalla            | Prueba             |
| 2007               | Orosei (Italia)       | Medalla de bronce  | Individual         |
| 2008               | Orosei (Italia)       | Medalla de oro     | Individual         |
| 2010               | Orosei (Italia)       | Medalla de bronce  | Individual         |